# .ax
.ax er Ålands nationale topdomæne, der har været i brug siden den 15. august 2006, efter at ICANN godkendte tildelingen af topdomænet den 21. juni 2006. Ålands landskabsregering er ansvarlig for det nye topdomæne.
Den 17. februar 2006 godkendte det finske parlament en regulering af domænenavne-lovgivningen, således at .ax fremover kunne fungere. De fleste ålandske hjemmesider ligger i dag under subdomænet .aland.fi, der gennem en treårs periode udfases, mens alle .aland.fi adresser vil pege på de tilsvarende .ax-adresser. Ingen nye .aland.fi-adresser godkendes længere, og alle ejere af .aland.fi vil i stedet modtage en registration af det tilsvarende .ax-domæne. Den finske præsident Tarja Halonen underskrev loven d. 17. marts 2006, og loven trådte i kraft den 27. marts 2006.